# USS Project (AM-278)
USS Project (AM-278) – trałowiec typu Admirable służący w United States Navy w czasie II wojny światowej.
Stępkę okrętu położono 1 lipca 1943 w stoczni Gulf Ship Building Corp. w Chickasaw (Alabama). Zwodowano go 20 listopada 1943, matką chrzestną była Irene D. Jenkins. Jednostka weszła do służby 22 sierpnia 1944.
Brał udział w działaniach II wojny światowej. Przekazany Filipinom służył jako RPS „Samar” (M-33). Później przeklasyfikowany na korwetę patrolową.

## Odznaczenia
„Project” otrzymał 1 battle star za służbę w czasie II wojny światowej.